# Francisco Antonio Zea
Juan Francisco Antonio Hilarión Zea Díaz (23 tháng 11 măm 1766 – 28 tháng 11 năm 1822) đã được một nhà báo, nhà thực vật học, nhà ngoại giao, chính trị gia, và chính khách người Colombia, từng là Phó Tổng thống Colombia dưới sau đó tổng thống Simón Bolívar. Ông cũng là Đại sứ của Colombia tại Vương quốc Anh, nơi ông đã cố gắng vô ích để được công nhận cho quốc gia non trẻ Colombia.

## xem thêm
- Tổng thống Colombia